# Open Compute Project

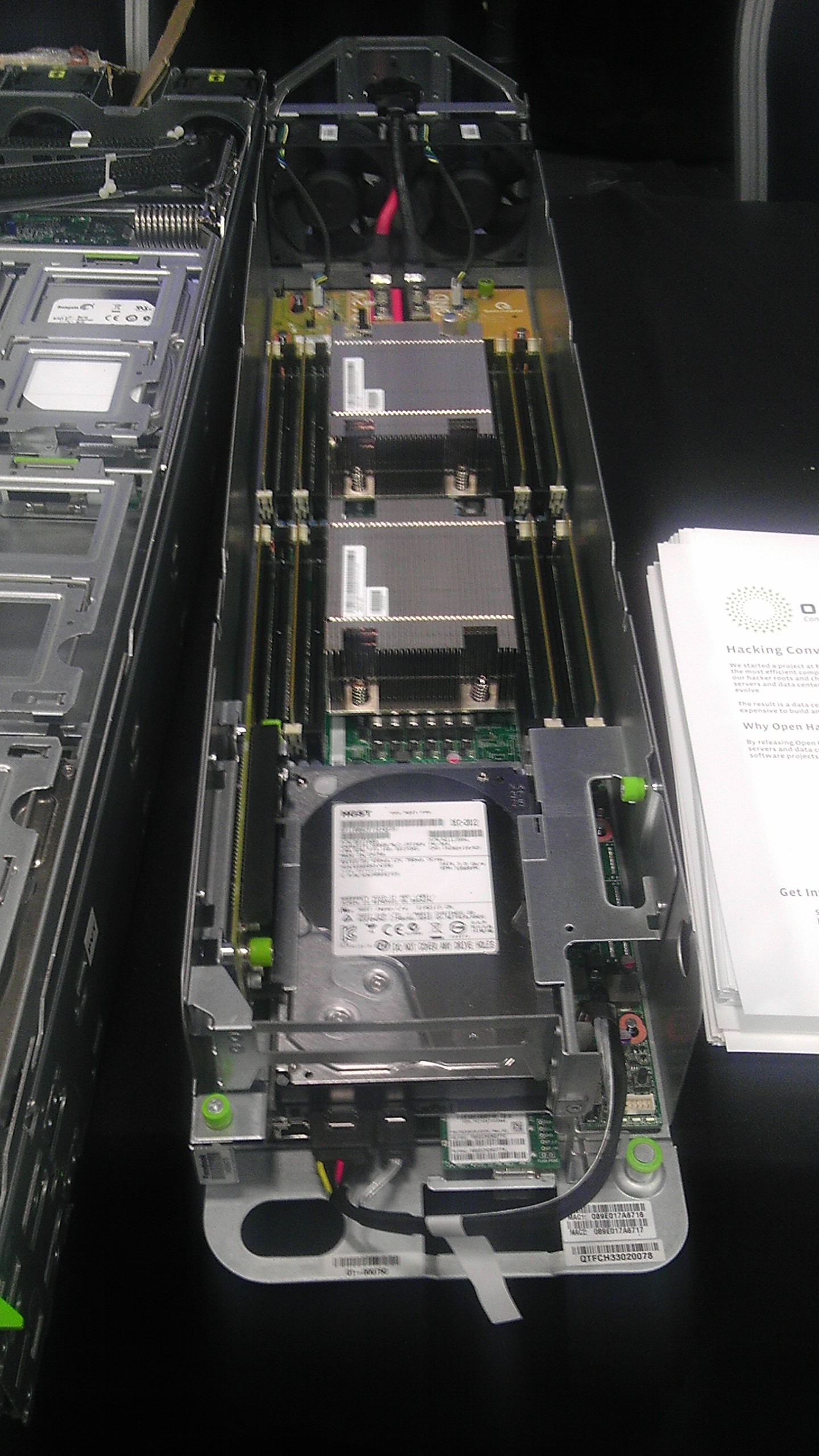
Un serveur de l'Open Compute Project

L'Open Compute Project (OCP) est une organisation qui a pour but de partager des concepts et des techniques de conception de centre de données, regroupant certains des principaux acteurs du secteur que sont Facebook, Apple, Microsoft, Rackspace (en), Cisco Systems, Juniper Networks, Goldman Sachs, Fidelity, et Bank of America.

## Historique
L'initiative est lancée en 2011 par Jonathan Heiliger, un ingénieur de Facebook, alors qu'il étudiait la reconception du centre de Prineville en Oregon.
Les principales avancées concernent l'efficacité énergétique des systèmes déployés, mais aussi le développement de briques open source.
Facebook a annoncé avoir économisé 2 milliards de dollars sur ses coûts d'infrastructure en trois ans grâce à ce projet,.
La première édition européenne de l’Open Compute Summit s'est tenue en France en octobre 2014 sur ce sujet.
HP a annoncé en 2015 le lancement d'une gamme de serveurs conforme aux spécifications de l'Open Compute project.
Le 11 mars 2015 Apple, Cisco et Juniper Networks rejoignent le projet.
Le 16 novembre 2015, Nokia rejoint le projet.
Le 23 février 2016, Lenovo annonce également sa participation au projet.
Le 9 mars 2016, Google rejoint à son tour le projet.

## Principes généraux
- Utilisation d'alimentation électrique en 48v pour réduire les pertes d'énergie.
- Suppression de tout ce qui ne contribue pas à l'efficacité dans les serveurs.
- Réutilisation de l'air chaud produit par les serveurs, optimisation du refroidissement des salles machine.
- Élimination du besoin d'alimentation centrale non tolérante aux interruptions[2].

## Réalisations
Les centres de données de Facebook sont entièrement composés de matériel OCP : Prineville (USA), Forest City (USA), Altoona (USA), et Luleå (Suède), et ceux en construction à Fort Worth (USA) et Clonee (Irlande) le seront aussi.
En octobre 2016, un commutateur réseau de 100 Gb/s conçu par Facebook est présenté par l'Open Compute Project,.